# Headstrong Tour Across America
Headstrong Tour Across America var en turné 2007 som Ashley Tisdale gjorde. Hon gjorde den tillsammans med sin sponsor, Ecko Red.
Turnén var till för att lansera Ashleys album Headstrong, samt dvd:n There's Something About Ashley.

## Turné datum
| Datum           | Stad          | Land | Arena                | Tid   |
| --------------- | ------------- | ---- | -------------------- | ----- |
| Nordamerika     |               |      |                      |       |
| 14 oktober 2007 | Columbus      | USA  | Polaris Mall         | 19:00 |
| 16 oktober 2007 | Chicago       | USA  | Orland Square        | 19:00 |
| 17 oktober 2007 | Milwaukee     | USA  | Southridge Mall      | 19:00 |
| 18 oktober 2007 | Washington DC | USA  | Montgomery Mall      | 19:00 |
| 20 oktober 2007 | New York      | USA  | Roosevelt Field Mall | 19:00 |
| 23 oktober 2007 | Philadelphia  | USA  | Willow Grove Park    | 19:00 |
| 25 oktober 2007 | Nashville     | USA  | Opry Mills           | 19:00 |
| 29 oktober 2007 | Minneapolis   | USA  | Mall Of America      | 19:00 |
| 30 oktober 2007 | Kansas City   | USA  | Independence Center  | 19:00 |
| 1 november 2007 | Dallas        | USA  | Stonebriar Mall      | 19:00 |